# 1606
1606 (MDCVI) je bilo navadno leto, ki se je po gregorijanskem koledarju začelo na nedeljo, po 10 dni počasnejšem julijanskem koledarju pa na sredo.

## Dogodki
- bojar Vasilij Šujski postane car

## Rojstva
- 6. junij - Pierre Corneille, francoski dramatik, ustanovitelj francoskega gledališča(† 1684)
- 15. junij - Rembrandt, holandski slikar in grafik († 1669)

## Smrti
- 31. januar - Guy Fawkes, angleški vojak, zarotnik (* 1570)
- 23. marec - Justus Lipsius, belgijski (flamski) humanist, filolog in filozof (* 1547)